# Strandröplabda
A strandröplabda olimpiai sportág, ahol két csapat játssza az eredeti röplabdát homokon. Tehát itt is két csapat játszik és a saját térfelük egy magas hálóval van elválasztva az ellenfelétől. A játék lényege, hogy a labdát úgy juttatják át a másik csapat térfelére, hogy a másik csapat játékosai ne tudják visszaütni, hanem a földön landoljon, és így pontot szerezzenek. Dél-Kaliforniában és Hawaii-n kezdték el játszani és mára szerte a világon nagy népszerűségnek örvend. A nyári olimpiai játékokon először 1996-ban szerepelt a strandröplabda.

## Szabályok
A strandröplabda alapjában véve az eredeti sport homokon játszott változata. A csapatok itt sem érhetnek háromnál többször a labdába mielőtt átütik a háló fölött, valamint egymás után kétszer ugyanaz az ember nem üthet a labdába.
Az alapvető eltérések a strand- és teremröplabda között:
- A játékfelület: homokon játsszák, nem kemény talajon.
- Csapatlétszám: két ember játssza, hat helyett.
- Sáncolás: a sáncolás (blokkolás) itt érintésnek számít, tehát még kettőt lehet beleérni a három helyett.

További eltérések:
- A pálya mérete itt 8-szor 16 méter (26,25-szor 52,5 láb), míg a terem röplabdában 9-szer 18 méter (29,52-szor 59,05 láb).
- Egy mérkőzés maximum 3 játszmából áll. A mérkőzést az a csapat nyeri, amelyik előbb nyer 2 játszmát. A játszmákat 21 pontig játsszák, az utolsót azonban csak 15-ig.
- Amikor a két csapat pontjainak összege 7, vagy annak többszöröse, akkor térfelet cserélnek. Az utolsó játszmában akkor cserélnek térfelet, ha a két csapat pontjainak összege 5, vagy annak többszöröse.
- Amikor a két csapat pontjainak összege 21, technikai szünetet tartanak. (Kivéve a döntő, 3. játszmát, ahol nincs technikai szünet.)
- Nincsenek cserék.
- A játékosok általában mezítláb játszanak.

## Szervezetek
A legfőbb nemzetközi röplabda-szervezet a Nemzetközi Röplabda Szövetség (Fédération Internationale de Volleyball, rövidítése: FIVB), amely a röplabda és a strandröplabda szervezete is.
Területek szövetségei
| Terület                 | Szövetség                                                               |
| ----------------------- | ----------------------------------------------------------------------- |
| Észak- és Közép-Amerika | North, Central America and Caribbean Volleyball Confederation (NORCECA) |
| Dél-Amerika             | Confederación Sudamericana de Voleibol (CSV)                            |
| Ázsia                   | Asian Volleyball Confederation (AVC)                                    |
| Afrika                  | Confédération Africaine de Volleyball (CAV)                             |
| Európa                  | European Volleyball Confederation (CEV)                                 |
| Egyesült Államok        | USA Volleyball                                                          |

## Magyar bajnokságok
Strandröplabda Országos Bajnokság
[forrás?]
| Év   | Országos Bajnok                     | Országos Bajnok                      |
| Év   | Férfiak                             | Nők                                  |
| 1990 | Király Zsolt, Schildkraut Krisztián | Bánhidi Viktória, Szíjjártó Csilla   |
| 1991 | Király Zsolt, Schildkraut Krisztián | Bánhidi Viktória, Szíjjártó Csilla   |
| 1992 | Mészáros Péter, Sárik Zoltán        | Demeter Erika, Ivanov Mónika         |
| 1993 | Gulyás Ferenc, Hajdú János          | Ivanov Mónika, Kőrös Mária           |
| 1994 | Szűcs Imre, Karmos Zoltán           | Bóta Enikő, Sztankó Éva              |
| 1995 | Forgó Nándor, Schildkraut Krisztián | Fésüs Erzsébet, Nyári Virág          |
| 1996 | Koch Róbert, Zirigh Balázs          | Bóta Enikő, Fésüs Erzsébet           |
| 1997 | Buday Balázs, Rácz László           | Nyári Virág, Sztankó Éva             |
| 1998 | Buday Balázs, Rácz László           | Nyári Virág, Sztankó Éva             |
| 1999 | Buday Balázs, Rácz László           | Mátrai Beáta, Pethő Anita            |
| 2000 | Forgó Nándor, Gubik János           | Dambendzet Nathalie, Polányi Gyöngyi |
| 2001 | Buday Balázs, Rácz László           | Mátrai Beáta, Selmeczi Zsuzsanna     |
| 2002 | ifj. Nagy Péter, Szűcs Imre         | Héjjas Valéria, Nyári Virág          |
| 2003 | Dávid Zoltán, Geiger András         | Héjjas Valéria, Nyári Virág          |
| 2004 | Csala Bernát, Somodi István         | Nagy Krisztina, Pethő Anita          |
| 2005 | ifj. Nagy Péter, Tamás Zoltán       | Dambendzet Nathalie, Józsa Zsuzsanna |
| 2006 | Bagics Balázs, Szauter Péter        | Kiss Bernadett, Kiss Regina          |
| 2007 | Koch Róbert, ifj. Nagy Péter        | Dambendzet Nathalie, Józsa Zsuzsanna |
| 2008 | Bagics Balázs, Tóth II Gábor        | Héjjas Valéria, Pethő Anita          |
| 2009 | Bagics Bence, Tóth II Gábor         | Dambendzet Nathalie, Józsa Zsuzsanna |
| 2010 | -                                   | -                                    |
| 2011 | Bagics Balázs, Koch Róbert          | Gudmann Csilla, Szombathelyi Szandra |
| 2012 | Dr. Horváth Balázs, Vocskó Máté     | Gudmann Csilla, Szombathelyi Szandra |
| 2013 | Dr. Horváth Balázs, Vocskó Máté     | Kiss Regina, Kiss Viktóra            |
| 2014 | Kaszap Tamás, Nacsa Gábor           | Lakatos Enikő, Lutter Eszter         |
| 2015 | Meszlényi Tamás, Soós Izsák         | Lakatos Enikő, Lutter Eszter         |
| 2016 | Bagics Balázs, Tóth András          | Lakatos Enikő, Lutter Eszter         |
| 2017 | Bagics Balázs, Nacsa Gábor          | Lakatos Enikő, Lutter Eszter         |
| 2018 | Hajós Artúr, Stréli Bence           | Lutter Eszter, Szombathelyi Szandra  |
| 2019 | Bán Viktor, Kiss Dániel             |                                      |

### Egyéb bajnokságok
- SMASH Strandröplabda Bajnokság, Balatonfüred;
- Dél-Alföldi Strandröplabda Bajnokság;
- Balatonszemesi Strandröplabda Bajnokság;
- Bahnhof Strandröplabda Bajnokság, Ikrény;
- Flintsteak Röplabda Kupa, Gárdony;
- Beach Volleyball in the city non-stop Strandröplabda Bajnokság, Nyíregyháza;
- Traubisoda Hajdú-Bihar Megyei Strandröplabda Bajnokság, Debrecen;
- Cukormanufaktúra Strandröplabda Bajnokság;
- Szelidi-tó Strandröplabda Bajnokság;
- Komáromi Amatőr Strandröplabda Bajnokság;
- RÖAK-Virágfürdő Strandröplabda Torna, Kaposvár;
- Zala megyei strandröplabda Bajnokság;
- Dunakeszi Strandröplabda Bajnokság;
- Hajdúnánási Strandröplabda Bajnokság.

## Mez

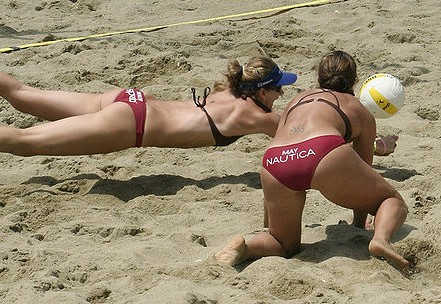
Nők sportmezben

1999-ben az FIVB egységesítette a mezeket mind a női, mind a férfi játékosok számára. A nőknek a fürdőruha lett az egységes ruházat, a férfiaknak rövidszárú nadrág és ujjatlan felső.
Eredetileg az egyrészes fürdőruha volt a szabály, de mára inkább kétrészesekben játszanak.

## Fordítás
Ez a szócikk részben vagy egészben  a   Beach Volleyball című angol Wikipédia-szócikk fordításán alapul.  Az eredeti cikk szerkesztőit annak laptörténete sorolja fel. Ez a jelzés csupán a megfogalmazás eredetét és a szerzői jogokat jelzi, nem szolgál a cikkben szereplő információk forrásmegjelöléseként.

## Külső hivatkozások
- Hivatalos angol szabályok 2017-2020